# Ulica Braterstwa Broni w Zamościu
Ulica Braterstwa Broni – zamojska ulica jednojezdniowa, biegnąca wzdłuż zachodniej części północnej granicy Zamościa. Łączy Cmentarz Komunalny z ul. Śląską, wsią Chyża i ul. Dzieci Zamojszczyzny (już poza miastem).

## Historia
Przed II wojną światową była to droga polna, prowadząca do Niedzielisk. Do 1988 roku ulica ta była dłuższa niż obecnie.

### Nazwa
Ulica ta otrzymała nazwę w latach 50. XX wieku, która nawiązuje do polsko - radzieckiego braterstwa broni.

## Obecnie
Obecnie ulica ta ma charakter drogi osiedlowej, która łączy os. Karolówka z wsią Chyżą i ul. Dzieci Zamojszczyzny (Obwodnica Zachodnia). 
Przy ulicy tej położony jest Cmentarz Komunalny, do którego dojazd umożliwia także ul. Śląska (od południa). Przy ul. Braterstwa Broni położone jest też schronisko dla zwierząt (głównie bezdomnych psów) i rezerwowy teren dla Zamojskiej Specjalnej Podstrefy Ekonomicznej.